# Memphis in May
Memphis in May (englisch für „Memphis im Mai“) ist ein Volksfest, das seit 1976 in Memphis, Tennessee über den Zeitraum von vier Wochen gefeiert wird. Es besteht im Einzelnen aus vier eigenständigen Teilen.
Es beginnt mit dem Beale Street Music Festival, bei dem bekannte Künstler aus dem Rock- und Pop-Bereich, aber auch Blues- und Soul-Größen an einem Wochenende an der Beale Street ein Festival bestreiten. Dabei kommen pro Tag bis zu 100.000 Besucher. In der darauf folgenden International Week wird jedes Jahr ein anderes Land in den Mittelpunkt gestellt und sowohl in Schulen als auch bei öffentlichen Veranstaltungen über dieses informiert.
Überregional bekanntester Teil von Memphis in May ist The World Championship Barbecue Cooking Contest. Mehr als 250 Teams, die erfolgreich diverse Qualifikationsrunden bestanden haben, treten beim größten Schweinefleisch-Barbecue-Wettbewerb der Welt an. Um die 90.000 Zuschauer sehen den Teams in den Disziplinen Schweinerippchen, Schweineschulter und Ganzes Schwein zu. Darüber hinaus gibt es Sonderpreise für den originellsten Stand, die beste Beilage etc.
Den Abschluss des Festivals bildet schließlich die Sunset Symphony bei der das Memphis Symphonic Orchestra am Ufer des Mississippi River umsonst oder für geringen Eintritt mit bekannten Musikern der Stadt zusammen auftritt.